# Trnovec, Videm
Trnovec je naselje v Občini Videm.